# Eric Bogle
Eric Bogle, född 23 september 1944 i Peebles, Skottland, är en folk-singer-songwriter. Han emigrerade till Australien 1969. Han har bland annat skrivit antikrigssångerna No Man's Land (även känd som Green fields of France när låten tolkats av andra artister, däribland The Fureys och Davey Arthur) och And the band played Waltzing Matilda.

## Diskografi
- Now I'm Easy 1980
- Down Under 1982
- In Person 1982
- Pure 1982
- Scraps Of Paper 1983
- When the Wind Blows 1985